# Landrecies
Landrecies é uma comuna francesa na região administrativa de Altos da França, no departamento do Norte. Estende-se por uma área de 21.70 km². Em 2010 a comuna tinha 3 586 habitantes (densidade: 165,3 hab./km²).